# Sonja Schwedersky
Sonja Renata Schwedersky (Nieuwerkerk aan den IJssel, 30 december 1963) is een Nederlandse violiste en componiste.

## Opleiding
Schwedersky studeerde viool aan het Rotterdams Conservatorium bij Jan Hulst en volgde compositieles bij componist Henri Gerrits. Naast haar activiteiten op muziekgebied volgde Schwedersky ook cursussen aan de Open Universiteit. Zij rondde haar rechtenstudie op enkele onderdelen na af. Schwedersky werkte 15 jaar op verschillende advocatenkantoren in Den Haag.

## Activiteiten
Schwedersky speelde tien jaar in het Gouds Symfonie Orkest onder leiding van componist Jan van Dijk. Tevens speelde zij in Salon Orkest Pistache. Zij maakte deel uit van diverse ensembles waaronder een strijkkwartet, septet, oktet, duo en trio. Schwedersky stopte met vioolspelen op haar dertigste wegens carpaletunnelsyndroom aan beide polsen. Daarna legde ze zich toe op het componeren van muziek. Haar vaste uitgever is Donemus.
In 2013 nam Schwedersky haar eerste CD op. De CD met de titel “Pablo Neruda” bevat voornamelijk eigen werk, waaronder de vijf liederen op gedichten van Neruda. De CD werd gepresenteerd tijdens een concert in De Doelen te Rotterdam op 4 april 2013.

## Composities
Schwedersky schrijft zowel kamermuziek als werken voor orkest. Thans is zij bezig met het schrijven van een opera.
- Aubade, piano solo (2008, niet uitgegeven)
- Caprice, viool en piano (2008, uitgegeven bij Donemus)
- Purple, symfonieorkest (2008, niet uitgegeven)
- Restless mind, strijkkwartet (2008, niet uitgegeven)
- Cinderella, ballet/symfonieorkest (2009, niet uitgegeven)
- A little story of grief, piano (2010, uitgegeven bij Donemus)
- Thoughts, piano (2010, uitgegeven bij Donemus)
- Lost, piano (2010, niet uitgegeven)
- Forest fantasy, cello en piano (2010, niet uitgegeven)
- Hot Air, fluit, contrabass en piano (2010, niet uitgegeven)
- A slice of pizza, strijkorkest (2010, uitgegeven bij Donemus)
- The unfaithful, cello en strijkorkest (of strijkkwintet) (2010, uitgegeven bij Donemus)
- 5 canciones sobre poemas de Pablo Neruda, bariton, viool, altviool, cello, contrabas, conga’s en piano (2011, uitgegeven bij Donemus)
- Ziganette, altviool en strijkorkest (of strijkkwintet) (2012, uitgegeven bij Donemus)
- Chickendance, hobo, 4 klarinetten, 3 fagotten (2013, uitgegeven bij Donemus)
- Blue Ragone, piano solo (2013, uitgegeven bij Donemus)
- Emomo, 8 violoncellos en piano (2013, uitgegeven bij Donemus)
- Psalm 23, gemengd koor en strijkers (2013, uitgegeven bij Donemus)
- Psalm 42, gemegd koor en strijkers (2013, uitgegeven bij Donemus)
- Psalm 118, gemengd koor en strijkers (2014, uitgegeven bij Donemus)
- Wiegeliedje voor de geliefde, sopraan en piano (2014, uitgegeven bij Donemus)
- One Two Play, Volume I, viool en piano (2014, uitgegeven bij Donemus)
- Jonge Lente, bariton en piano (2014, uitgegeven bij Donemus)
- Wiegeliedje voor de geliefde, Lullaby for the Beloved, sopraan en piano (2014, uitgegeven bij Donemus)
- Little Hands, piano en klein ensemble (2015, uitgegeven bij Donemus)
- One Two Play (Volume 2), piano 4 handen (2015, uitgegeven bij Donemus)
- Dense Sticky Content, klarinet en piano (2016, uitgegeven bij Donemus)
- Guitar Concerto, gitaar en groot ensemble (2016, uitgegeven bij Donemus)

## Onderscheidingen
Sonja Schwedersky ontving voor haar gehele oeuvre de Signature Music Prize 2016, toegekend door de 7 Arts Foundation, USA.